# Dolci dei morti

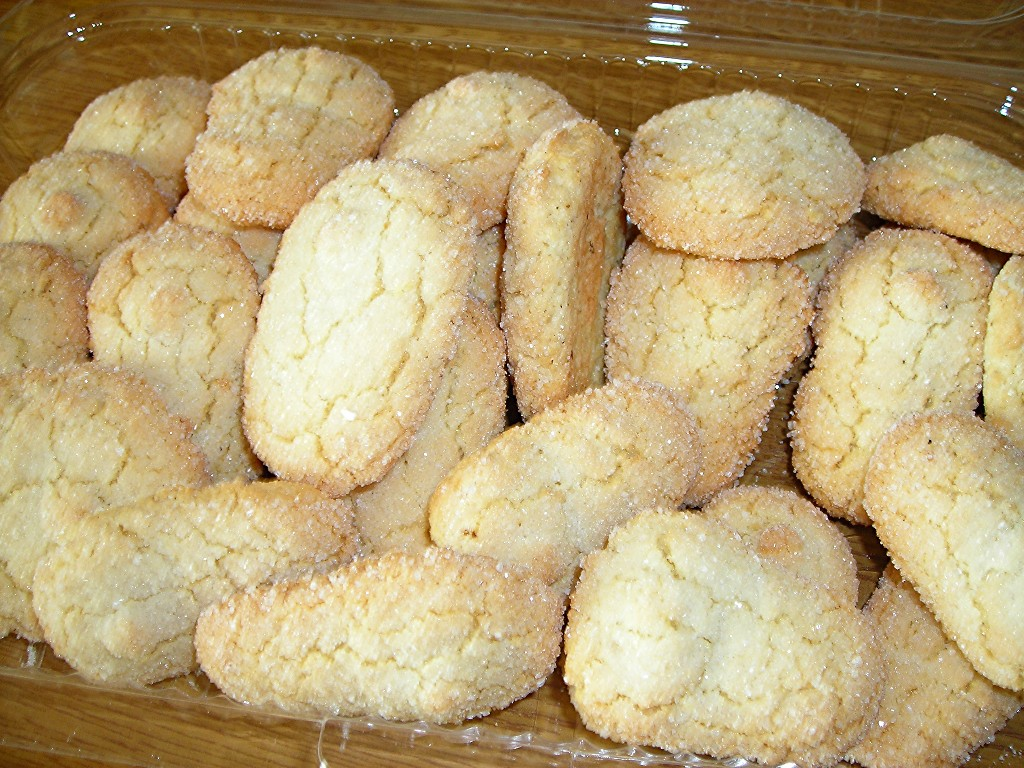
Le fave dei morti di Perugia

I dolci dei morti sono dei preparati, quasi sempre biscotti, realizzati in occasione della commemorazione dei defunti.

## Generalità
È tradizione in Europa e soprattutto in Italia allestire dolci particolari nei giorni a ridosso del 2 novembre, che spesso ricordano nel nome questa ricorrenza o nella forma e consistenza quella di un osso. Altro riferimento ricorrente è alle dita delle mani, mentre il dolce a forma di cavallo è probabilmente legato alla leggenda di Proserpina.
Ancora oggi in alcuni paesi d'Italia, la notte tra l'1 ed il 2 novembre, si pongono questi dolci su tavole imbandite.

## Composizione
I dolci dei morti contengono ingredienti semplici come farina, uova, zucchero ed aromatizzanti; spesso sono presenti mandorle finemente triturate o talvolta anche cioccolato, marmellata e frutta candita.

## Diffusione
Tali dolci sono presenti, con poche varianti, come preparazioni casalinghe, artigianali o di pasticceria quasi ovunque nella penisola italiana ed i nomi attribuiti sono similari da Nord a Sud, tralasciando le forme dialettali.

## Tipologie

### Biscotti

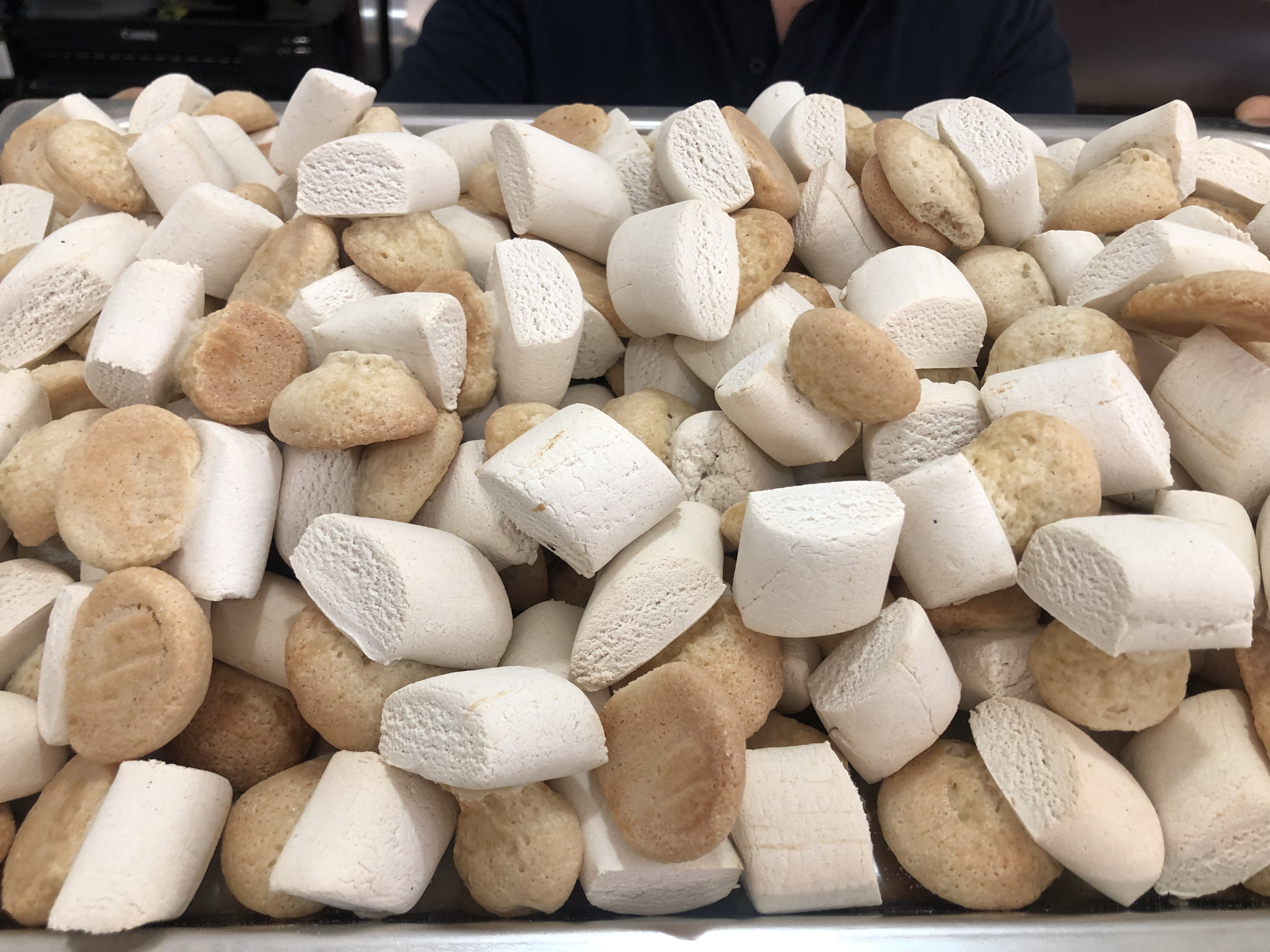
Ossa dei morti biscotto tipico della tradizione dei morti in Sicilia

- "Fave da morto", "fave dei morti" o "fave dolci": pasticcini alla mandorla, di forma ovoidale e schiacciata; hanno l'aspetto di un amaretto, ma presentano una consistenza maggiore (Emilia-Romagna, Lazio, Lombardia, Marche ed Umbria). Differenti, seppur sempre a base di mandorla, sono le "Favette dei Morti", presenti un po' in tutto il Nord-est, ma soprattutto in Veneto, a Trieste e in Friuli, sono di tre colori (panna, marroni e rosa) e variano dal croccante al morbido (Favette Triestine). Nella variante bergamasca i biscotti vengono aromatizzati con anice e grappa.
- "Ossa di morto", talvolta "ossa da mordere", italianizzando il piemontese "òss ëd mòrt"[1] o "òss da mòrde": biscotti di consistenza dura, con mandorle ed albume d'uovo (Marche, Piemonte e Lombardia).
- "Ossi dei morti" tipici di Parma, di pastafrolla, ricoperti di glassa di zucchero o cioccolato.
- "Ossa di morto": biscotti dalla forma oblunga (Veneto), talvolta ricoperti da cioccolato (Sicilia).
- In Sicilia, secondo la versione originaria, le "Ossa di morto" o "Scardellini" sono di consistenza molto secca e di colore bianco e marrone chiaro. Con zucchero, farina, albume e acqua di chiodi di garofano, vengono chiamate anche "Paste di Garofano". Molto spesso confuse con le " Mostacciole", le quali, invece, sono fatte con un impasto di miele e spezie, come il chiodo di garofano.
- Le "Ossa di morto" sono presenti anche nel Senese, con origine a Montepulciano. Di consistenza friabile e di forma rotonda, sono impastati con le mandorle tritate.

### Derivati del pane
- "I cavalli": pane di grandi dimensioni, a forma di cavallo (Trentino-Alto Adige).
- "Le mani": pane a forma circolare con due mani che si uniscono (Sicilia).
- Piada dei morti (Rimini, Cesena), torta lievitata arricchita con uvetta, pinoli, mandorle, noci.[2]
- "Pan dei morti": piccoli panini dolci, a base di biscotti sbriciolati, con frutta secca e confezionati su ostie o spolverati di zucchero a velo (Lombardia).
- I "Pan co' santi" sono dei panini dolci con pepe, uvetta e noci, preparati nel giorno di Ognissanti in provincia di Siena e nella Maremma [3]

### Derivati del marzapane

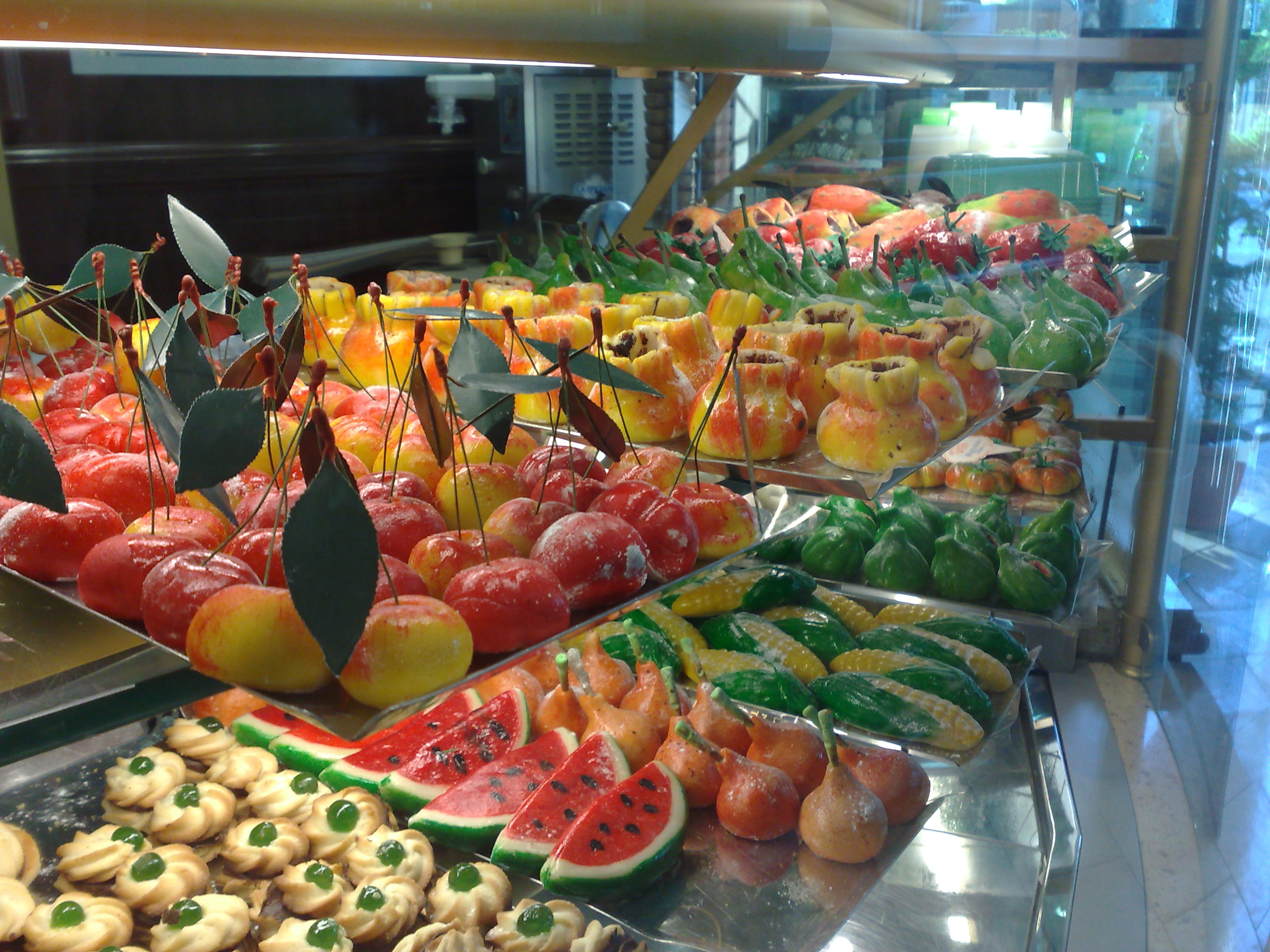
Frutta di Martorana

- "Dita di apostolo": dolce a forma di mano, a base di pasta all'uovo e riempito di crema di ricotta e panna, tipico della pasticceria siciliana.
- Frutta di Martorana, riproduzioni di frutta con farina di mandorle e zucchero, anch'esso tipico della tradizione siciliana.

### Varianti del torrone
- "Torrone dei morti":  presenti nella tradizione culinaria napoletana, sono torroni morbidi dalle dimensioni di 50-70 cm, venduti a pezzi. A differenza del torrone classico, non sono a base di miele, ma di cacao, e sono preparati in vari gusti, con nocciole o frutta secca e candita, ma anche al caffè, o altri gusti ancora.

### Altro
- Fanfullicchie, dolcetti leccesi che vengono venduti esclusivamente nei giorni del 1º e del 2 novembre. Si tratta di bastoncini di zucchero aromatizzati alla menta, normalmente dalla forma attorcigliata.
- Pupi di zucchero (o, in siciliano: pupaccena, pupi ri zuccaro): presenti nella tradizione siciliana, si tratta di statuette di zucchero colorato, riproducenti paladini o generiche figure maschili e femminili (i morti, gli antenati della famiglia).
- Rame di Napoli: a Catania nei giorni che precedono e seguono la commemorazione dei defunti è tradizione consumare un biscotto morbido al cacao ricoperto da una glassa di cioccolato.
- Biscotti catalani: si tratta di biscotti ricoperti di glassa di zucchero chiara o al cacao, tipici di Palermo ma presenti anche in altre zone della Sicilia.
- "La colva", dolce pugliese che si prepara il 2 novembre a Foggia, Barletta, Bitonto e Bisceglie, fatto con grano cotto, uva sultanina, noci e mandorle tritate, fichi secchi a pezzetti, scaglie di cioccolato fondente, chicchi di melagrana, zucchero e vincotto. Ha origine dalle città della magna Grecia.[4]